# Брянский лес (музей)
Музей «Брянский лес» — первый в России профессиональный музей леса. Находился в Парке-музее им. А. К. Толстого в городе Брянске. Был построен в середине 1980-х годов, открыт в январе 1989 года. Первоначально находился на балансе Брянского областного управления лесами; с 2007 года являлся филиалом Брянского государственного объединённого краеведческого музея. Пользовался неизменной популярностью у горожан и гостей города.
Сгорел в ночь на 8 марта 2009 года, в настоящее время полностью ликвидирован.

## Здание
В ходе подготовки к 1000-летию Брянска, в середине 1980-х годов на месте бывшего Летнего театра в Парке-музее им. А. К. Толстого было построено деревянное одноэтажное здание размером 40х12 метров, украшенное резьбой по дереву и деревянными скульптурами, первоначально задуманное как «Дом природы».
В 2008 году был выполнен ремонт с полной заменой кровли.

## Экспозиция
Музей «Брянский лес» имел 3 зала: центральный, научно-информационный и диорамный.
В центральном — находились две гипсовые карты-схемы животного мира и растений области. Там же были размещены чучела и фотографии всевозможных видов брянской флоры и фауны.
Во втором зале располагалась Красная книга Брянщины и 4 широкоформатные живописные картины (живопись маслом). Кроме этого там была представлена производственная и лесохозяйственная информация, макет местности противоэрозионных мероприятий. Экскурсии сопровождались демонстрацией цветных слайдов и видеофильмов на природоохранную и другую подходящую тематику.
Диорамный зал представлял собой 4 диорамы по временам года. Впечатление усиливали чучела зверей и птиц: копытные, хищные, пушные. Все это сопровождалось различными электронными эффектами: молния, ветер, гром, восход солнца, снег… Музыкально-литературной «изюминкой» музея было лесное шоу по мотивам сказки С. Маршака «12 месяцев» в варианте «Брянского леса».
С 2008 года, кроме постоянной экспозиции, музей начал организовывать сменные выставки. Одна из последних — «Брянский волк», на которой было представлено более 300 хрустальных и керамических, нарисованных на холсте и изготовленных из ткани волков. Эта выставка также погибла в огне.

## Пожар и ликвидация музея
7 марта 2009 года в 22:46 на пульт МЧС поступило сообщение о пожаре в музее. Уже в 22:50 первые два отделения были на месте происшествия. В связи с большой площадью горения, пожару была присвоена повышенная категория сложности. К месту пожара было направлено большое количество спецтехники. В 0 часов 27 минут пожар был локализован, а в 2:55 ночи — окончательно ликвидирован. Всего к ликвидации пожара привлекалось 60 человек и 16 единиц техники.
При пожаре никто не пострадал. Сгорела крыша здания на площади 200 м², стены изнутри повреждены по всей площади, огнём практически полностью уничтожено имущество.
Расследование пожарно-технической лаборатории регионального МЧС установило, что причиной возгорания в музее стал поджог. Уже в апреле 2009 года останки здания были полностью снесены. Проведение этих работ серьёзно осложнило то, что при строительстве, в качестве стоек, использовались списанные орудийные стволы. Для их разрезки подрядчику пришлось заказывать специальный инструмент.